# Congruence (variété différentielle)
Pour les articles homonymes, voir congruence.
En relativité générale, le terme de congruence désigne un ensemble de courbes ne s'intersectant pas, susceptibles de représenter un flot géodésique de particules se déplaçant sur une variété différentielle.

## Définition
Dans un ouvert O d'une variété différentielle M, une congruence sur O est une famille de courbes telles que par tout point p de O il passe une et une seule courbe de la famille. 
Du fait de la définition, on peut associer à une congruence un champ de vecteurs sur O défini comme étant les tangentes des courbes prises au point considéré. Inversement, tout champ de vecteur défini sur un ouvert génère une congruence.

## Contexte d'utilisation
L'utilisation des congruences se fait principalement dans le cas où le champ de vecteur correspond à des géodésiques de genre lumière ou de genre temps. À partir d'une congruence, il est possible de déterminer, en considérant une petite section du flot, des caractéristiques comme son expansion, son cisaillement et rotation. À l'aide de l'équation de déviation géodésique (en), il est alors possible de déterminer l'évolution temporelle de ces trois quantités (expansion, cisaillement et rotation). L'étude de cette évolution, et en particulier l'étude des conditions sous lesquelles l'expansion tend vers –∞ joue un rôle central dans l'étude de la formation des singularités gravitationnelles.